# Hongaarse rapsodie nr. 2
De Hongaarse rapsodie nr. 2 in cis-mineur S.244/2 is de tweede in een reeks van negentien Hongaarse Rapsodieën door de Hongaarse componist Franz Liszt en is veruit de meest bekende van deze muziekstukken.

## Vorm
De rapsodie doet zijn intrede met de Lassan, Hongaars voor langzaam. Dit deel begint in Cis-majeur, maar in de zesde maat verandert de toonaard naar cis-mineur. Hoewel de Lassan enkele fleurige passages bevat, is dit stuk grotendeels melancholisch en zwaar. De Friska volgt de Lassan op. In het begin bevat die nog enkele elementen van de Lassan, zoals een mineurtoonsoort (fis-mineur), maar na enkele maten moduleert dit stuk tot een opeenvolging van majestueuze passages in Fis-majeur. In tegenstelling tot het vorige deel is dit grotendeels snel en levendig, met enkele droevige passages die terug naar de Lassan verwijzen.

## Geschiedenis
Het stuk was gecomponeerd in 1847 als een pianosolo en werd gepubliceerd in 1851. Een georkestreerde versie werd uitgewerkt door de componist in samenwerking met Franz Doppler. Een derde versie werd door Liszt in 1874 gecomponeerd waarin het stuk was herwerkt als duet voor quatre-mains.
Het stuk werd gespeeld als pianosolo door Mickey Mouse in de animatiefilm The Opry House uit 1929 en door Bugs Bunny in de  Warner Brothers cartoon Rhapsody Rabbit. In de MGM kortfilm van William Hanna en Joseph Barbera met Tom en Jerry The Cat Concerto hoor je ook het stuk. De film werd de laureaat van de Oscar voor beste korte animatiefilm 1947. Het mediagebruik gaat verder in onder meer de muziekfilm My Dream Is Yours uit 1949.